# Championnat de France amateurs de football 1965-1966
Navigation
Division Nationale 1964-1965 Division Nationale 1966-1967
Le championnat de France amateurs de football 1965-1966 est la 28e édition du championnat de France amateurs, organisé par la Fédération française de football.
Il s'agit de la 18e édition disputée sous forme de championnat annuel, appelé Division Nationale, qui constitue alors le premier niveau de la hiérarchie du football français amateur.
La compétition est remportée par le GFC Ajaccio.

## Phase de groupes
- Promu en deuxième division.
- Relégation en ligue régionale.
- Participe à la phase finale de la compétition.
- Participe à la finale de la phase finale.

### Groupe Nord
L'AC Cambrai remporte le groupe Nord. L'US Dunkerque est promue en 2e division sur dossier.
| Rang | Équipe                  | Pts | J  | G  | N | P  | Bp | Bc | GA    |
| ---- | ----------------------- | --- | -- | -- | - | -- | -- | -- | ----- |
| 1    | AC Cambrai              | 33  | 22 | 15 | 3 | 4  | 47 | 16 | 2,938 |
| 2    | Amiens SC               | 27  | 22 | 11 | 5 | 6  | 36 | 29 | 1,241 |
| 3    | US Dunkerque            | 27  | 22 | 10 | 7 | 5  | 49 | 32 | 1,531 |
| 4    | UA Sedan-Torcy          | 27  | 22 | 12 | 3 | 7  | 44 | 30 | 1,467 |
| 5    | AS Aulnoye              | 26  | 22 | 10 | 6 | 6  | 40 | 29 | 1,379 |
| 6    | Stade français FC       | 23  | 22 | 10 | 3 | 9  | 35 | 34 | 1,029 |
| 7    | Olympique Saint-Quentin | 20  | 22 | 8  | 4 | 10 | 24 | 35 | 0,686 |
| 8    | JS Audun-le-Tiche       | 19  | 22 | 7  | 5 | 10 | 19 | 36 | 0,528 |
| 9    | SC Abbeville            | 19  | 22 | 7  | 5 | 10 | 27 | 28 | 0,964 |
| 10   | Stade de Reims          | 18  | 22 | 5  | 8 | 9  | 28 | 29 | 0,966 |
| 11   | RC Calais               | 16  | 22 | 5  | 6 | 11 | 30 | 41 | 0,732 |
| 12   | AS Giraumont            | 9   | 22 | 3  | 3 | 16 | 28 | 68 | 0,412 |

### Groupe Est
Le CS Pierrots Strasbourg remporte le groupe Est. L'ECAC Chaumont est promue en 2e division sur dossier.
| Rang | Équipe                 | Pts | J  | G  | N  | P  | Bp | Bc | GA    |
| ---- | ---------------------- | --- | -- | -- | -- | -- | -- | -- | ----- |
| 1    | CS Pierrots Strasbourg | 31  | 22 | 14 | 3  | 5  | 39 | 23 | 1,696 |
| 2    | FC Sochaux-Montbéliard | 27  | 22 | 9  | 9  | 4  | 34 | 22 | 1,545 |
| 3    | ECAC Chaumont          | 26  | 22 | 11 | 4  | 7  | 47 | 27 | 1,741 |
| 4    | FC Mulhouse            | 25  | 22 | 10 | 5  | 7  | 37 | 28 | 1,321 |
| 5    | AS Mulhouse            | 25  | 22 | 10 | 5  | 7  | 28 | 23 | 1,217 |
| 6    | CO Saint-Dizier        | 23  | 22 | 8  | 7  | 7  | 36 | 33 | 1,091 |
| 7    | AS Mutzig              | 21  | 22 | 9  | 3  | 10 | 42 | 42 | 1     |
| 8    | RC Strasbourg          | 21  | 22 | 8  | 5  | 9  | 34 | 30 | 1,133 |
| 9    | FC Metz                | 20  | 22 | 4  | 12 | 6  | 37 | 33 | 1,121 |
| 10   | ASP Belfort            | 18  | 22 | 7  | 4  | 11 | 27 | 50 | 0,54  |
| 11   | US Fesches-le-Chatel   | 14  | 22 | 6  | 2  | 14 | 23 | 51 | 0,451 |
| 12   | UL Moyeuvre-Grande     | 13  | 22 | 6  | 1  | 15 | 32 | 54 | 0,593 |

### Groupe Ouest
L'US Quevilly remporte le groupe Ouest.
| Rang | Équipe                | Pts | J  | G  | N  | P  | Bp | Bc | Diff  |
| ---- | --------------------- | --- | -- | -- | -- | -- | -- | -- | ----- |
| 1    | US Quevilly           | 37  | 22 | 17 | 3  | 2  | 67 | 18 | 3,722 |
| 2    | Stade lavallois       | 28  | 22 | 12 | 4  | 6  | 38 | 24 | 1,583 |
| 3    | CA Montreuil          | 26  | 22 | 9  | 8  | 5  | 39 | 28 | 1,393 |
| 4    | Stade rennais UC      | 25  | 22 | 11 | 3  | 8  | 46 | 38 | 1,211 |
| 5    | US Le Mans            | 24  | 22 | 9  | 6  | 7  | 40 | 37 | 1,081 |
| 6    | AS Brest              | 22  | 22 | 5  | 12 | 5  | 26 | 29 | 0,897 |
| 7    | Stade quimpérois      | 21  | 22 | 8  | 5  | 9  | 36 | 30 | 1,2   |
| 8    | FC Rouen              | 20  | 22 | 7  | 6  | 9  | 26 | 25 | 1,04  |
| 9    | Évreux AC             | 19  | 22 | 6  | 7  | 9  | 25 | 38 | 0,658 |
| 10   | Stade saint-germanois | 18  | 22 | 6  | 6  | 10 | 24 | 32 | 0,75  |
| 11   | Le Havre AC           | 17  | 22 | 6  | 5  | 11 | 23 | 38 | 0,605 |
| 12   | UST Equeurdreville    | 7   | 22 | 2  | 3  | 17 | 20 | 73 | 0,274 |

### Groupe Centre
La Berrichonne de Châteauroux remporte le groupe Centre.
| Rang | Équipe               | Pts | J  | G  | N | P  | Bp | Bc | GA    |
| ---- | -------------------- | --- | -- | -- | - | -- | -- | -- | ----- |
| 1    | LB Châteauroux       | 35  | 22 | 15 | 5 | 2  | 42 | 18 | 2,333 |
| 2    | AS Bagneaux-Nemours  | 30  | 22 | 14 | 2 | 6  | 60 | 23 | 2,609 |
| 3    | EDS Montluçon        | 29  | 22 | 13 | 3 | 6  | 45 | 29 | 1,552 |
| 4    | RC Vichy             | 24  | 22 | 8  | 8 | 6  | 38 | 38 | 1     |
| 5    | AS Montferrand       | 23  | 22 | 8  | 7 | 7  | 30 | 29 | 1,034 |
| 6    | SA Thiers            | 21  | 22 | 8  | 5 | 9  | 33 | 41 | 0,805 |
| 7    | FC Gueugnon          | 21  | 22 | 9  | 3 | 10 | 42 | 43 | 0,977 |
| 8    | CS Fontainebleau     | 20  | 22 | 7  | 6 | 9  | 32 | 42 | 0,762 |
| 9    | AAJ Blois            | 19  | 22 | 8  | 3 | 11 | 38 | 38 | 1     |
| 10   | FA Cournon-le-Cendre | 19  | 22 | 6  | 7 | 9  | 27 | 38 | 0,711 |
| 11   | AS Orléans           | 13  | 22 | 4  | 5 | 13 | 20 | 41 | 0,488 |
| 12   | AC Amboise           | 10  | 22 | 4  | 2 | 16 | 21 | 48 | 0,438 |

### Groupe Sud-Est
Le GFC Ajaccio remporte le groupe Sud-Est.
| Rang | Équipe           | Pts | J  | G  | N | P  | Bp | Bc | GA    |
| ---- | ---------------- | --- | -- | -- | - | -- | -- | -- | ----- |
| 1    | GFC Ajaccio      | 35  | 22 | 15 | 5 | 2  | 51 | 20 | 2,55  |
| 2    | AS Monaco        | 25  | 22 | 10 | 5 | 7  | 29 | 22 | 1,318 |
| 3    | CS Cuiseaux      | 24  | 22 | 10 | 4 | 8  | 30 | 29 | 1,034 |
| 4    | FC Annecy        | 24  | 22 | 9  | 6 | 7  | 27 | 17 | 1,588 |
| 5    | SSMC Miramas     | 23  | 22 | 8  | 7 | 7  | 30 | 37 | 0,811 |
| 6    | CL Dijon         | 20  | 22 | 7  | 6 | 9  | 23 | 33 | 0,697 |
| 7    | AC Arles         | 20  | 22 | 7  | 6 | 9  | 35 | 43 | 0,814 |
| 8    | US Montélimar    | 20  | 22 | 6  | 8 | 8  | 24 | 25 | 0,96  |
| 9    | SO Chambéry      | 19  | 22 | 7  | 5 | 10 | 26 | 31 | 0,839 |
| 10   | Hyères FC        | 19  | 22 | 8  | 3 | 11 | 21 | 31 | 0,677 |
| 11   | AS Saint-Étienne | 19  | 22 | 9  | 1 | 12 | 33 | 29 | 1,138 |
| 12   | CS Louhans       | 16  | 22 | 5  | 6 | 11 | 20 | 32 | 0,625 |

### Groupe Sud-Ouest
Les Girondins de Bordeaux remportent le groupe Sud-Ouest.
| Rang | Équipe                | Pts | J  | G  | N  | P  | Bp | Bc | GA    |
| ---- | --------------------- | --- | -- | -- | -- | -- | -- | -- | ----- |
| 1    | Girondins de Bordeaux | 32  | 22 | 13 | 6  | 3  | 49 | 20 | 2,45  |
| 2    | US Cazères            | 28  | 22 | 11 | 6  | 5  | 46 | 28 | 1,643 |
| 3    | FC Tours              | 28  | 22 | 9  | 10 | 3  | 34 | 26 | 1,308 |
| 4    | ES Castres            | 28  | 22 | 9  | 10 | 3  | 41 | 22 | 1,864 |
| 5    | Chamois niortais FC   | 21  | 22 | 7  | 7  | 8  | 24 | 28 | 0,857 |
| 6    | EF Bergerac           | 21  | 22 | 7  | 7  | 8  | 32 | 39 | 0,821 |
| 7    | SO Mazamet            | 19  | 22 | 5  | 9  | 8  | 27 | 30 | 0,9   |
| 8    | Poitiers PEPP         | 19  | 22 | 6  | 7  | 9  | 34 | 32 | 1,063 |
| 9    | ESA Brive             | 19  | 22 | 6  | 7  | 9  | 25 | 34 | 0,735 |
| 10   | GC Gond-Pontouvre     | 18  | 22 | 7  | 4  | 11 | 33 | 47 | 0,702 |
| 11   | US Albi               | 17  | 22 | 5  | 7  | 10 | 25 | 35 | 0,714 |
| 12   | AS Saint-Seurin       | 14  | 22 | 6  | 2  | 14 | 29 | 58 | 0,5   |

## Phase finale
En fin de saison, les vainqueurs des groupes sont répartis en deux poules de trois équipes. Les vainqueurs des deux poules s'affrontent ensuite en finale pour désigner le champion de France amateurs.

### Poule A
| Rang | Équipe                | Pts | J | G | N | P | Bp | Bc | GA  |  | Résultats (▼ dom., ► ext.) | GFCA | LBC | GDB |
| ---- | --------------------- | --- | - | - | - | - | -- | -- | --- |  | -------------------------- | ---- | --- | --- |
| 1    | GFC Ajaccio           | 3   | 2 | 1 | 1 | 0 | 6  | 4  | 1,5 |  | GFC Ajaccio                |      |     | 4-2 |
| 2    | LB Châteauroux        | 2   | 2 | 0 | 2 | 0 | 3  | 3  | 1   |  | LB Châteauroux             | 2-2  |     |     |
| 3    | Girondins de Bordeaux | 1   | 2 | 0 | 1 | 1 | 3  | 5  | 0,6 |  | Girondins de Bordeaux      |      | 1-1 |     |

### Poule B
| Rang | Équipe                 | Pts | J | G | N | P | Bp | Bc | GA  |  | Résultats (▼ dom., ► ext.) | ACC | CSPS | USQ |
| ---- | ---------------------- | --- | - | - | - | - | -- | -- | --- |  | -------------------------- | --- | ---- | --- |
| 1    | AC Cambrai             | 4   | 2 | 2 | 0 | 0 | 3  | 1  | 3   |  | AC Cambrai                 |     |      | 1-0 |
| 2    | CS Pierrots Strasbourg | 1   | 2 | 0 | 1 | 1 | 1  | 2  | 0,5 |  | CS Pierrots Strasbourg     | 1-2 |      |     |
| 3    | US Quevilly            | 1   | 2 | 0 | 1 | 1 | 0  | 1  | 0   |  | US Quevilly                |     | 0-0  |     |

### Finale
Le GFC Ajaccio remporte le championnat de France amateurs.
| 30 mai 1966 | GFC Ajaccio                                         | 4 – 2 ap | AC Cambrai                | Parc des Princes, Paris |                     |
|             | Milazzo 54e 102e · Cahuzac 89e (pen.) · Kanyan 118e | (0 – 1)  | 37e Vehrove · 48e Breuval | Spectateurs : 8 638     | Spectateurs : 8 638 |